# Nijō
Nijō (二条天皇 Nijō-tennō; 31 luglio 1143 – 5 settembre 1165) è stato il 78º imperatore del Giappone secondo il tradizionale ordine di successione.

## Biografia
Il suo regno ebbe inizio nel 1158 e terminò nel 1165, poco prima della sua morte avvenuta lo stesso anno. Il suo nome personale era Morihito-shinnō (守仁親王?, Morihito-shinnō ).
Si tratta di uno dei figli dell'imperatore Go-Shirakawa. Suo figlio divenne l'imperatore Rokujō. Alla sua morte il corpo venne seppellito nel Kōryū-ji no Misasagi, città di Kyoto.